# Гемерт, Десмонд
Десмонд Гемерт (нидерл. Desmond Gemert; род. 29 сентября 1964, Амстердам) — нидерландский футболист суринамского происхождения, выступал на позиции защитника за клубы «Аякс» и НЕК.

## Биография

### Клубная карьера
В 1982 году Десмонд, вместе со своим тренером Тонни Брёйнсом Слотом, покинул обанкротившийся клуб «Амстердам» и перешёл в стан молодёжной команды «Аякса». В основном составе «Аякса» в чемпионате Нидерландов Гемерт дебютировал 19 марта 1986 года в гостевом матче против ПСВ, Десмонд вышел на замену на 82-й минуте вместо Роба де Вита, в итоге «Аякс» потерпел поражение со счётом 2:0. На тот момент в команде была довольно высокая конкуренция в линии обороне и главный тренер Йохан Кройф предпочитал видеть в защите таких игроков как Эдо Опхофа, Сонни Силоя и Рональда Кумана, поэтому Гемерт больше выступал за дублирующий состав «Аякса». В итоге Десмонд сыграл лишь в шести матчах чемпионата сезона 1985/1986, по итогам которого «Аякс» занял второе место. В сезоне 1986/1987 Десмонд сыграл всего два матча. Свою последнюю игру в составе амстердамцев Гемерт провёл 12 апреля 1987 года в матче против «Вендама», Десмонд отыграл весь матч, а его команда одержала крупную победу со счётом 4:0. После окончания чемпионата, в котором «Аякс» вновь занял второе место, Десмонд перешёл в неймегенский НЕК, который на тот момент выступал в Первом дивизионе Нидерландов.
Дебют Десмонда за НЕК состоялся 6 декабря 1987 года. В своём дебютном сезоне за НЕК, Гемерт сыграл 18 матчей. В сезоне 1988/1989 Десмонд стал безоговорочным игроком основного состава НЕКа, сыграв 30 матчей в сезоне, во много благодаря новому главному тренеру клуба Лену Лойну, который смог вывести свою команды обратно в Высший дивизион. Сезон 1989/1990 стал для НЕК не слишком удачным, в 34 матчах команда выиграла всего в пяти матчах и заняла 16 место, но после матчей плей-офф команда смогла сохранить прописку в высшем дивизионе. Десмонд в столь неудачном сезоне отметился одним забитым мячом в 31 матче.
Однако в следующем сезоне НЕК выступил ещё хуже, команда по итогам сезона заняла последнее место в чемпионате и выбыла в первый дивизион. В сезоне 1990/1991 Гемерт сыграл 18 матчей за НЕК, свою последнюю игру за клуб Десмонд сыграл 9 июня 1991 года. После окончания чемпионата Десмонд покинул клуб и затем выступал только в любительских командах, таких как «Слотердейк», «Хилверсум» и «Нерландиа», которые выступали в низших дивизионах Нидерландов.
После завершения игровой карьеры Десмонд продолжал выступать за ветеранский состав «Аякса», за который выступают такие игроки как Деннис Недерлоф, Кее Моленар, Ханни Дас, Роб Витсге, Михел Крек, Герри Мюхрен, Дик Схунакер, Деннис Герритсен, Йон Босман, Йохн ван 'т Схип, Петер ван Воссен, Данни Мюллер и Хенк де Гир.